# Chalcosyrphus chalybea
Chalcosyrphus chalybea là một loài ruồi trong họ Ruồi giả ong (Syrphidae). Loài này được Wiedemann mô tả khoa học đầu tiên năm 1830. Chalcosyrphus chalybea phân bố ở miền Tân bắc